# يوتيربية
يوتيربية (الاسم العلمي: Euterpe)، جنس من أشجار النخيل، تشتمل على ثمانية أنواع أصيلة في أمريكا الوسطى ويوكاتان وجزر الهند الغربية وأمريكا الجنوبية، من بليز وجزر ويندوارد جنوبًا إلى البرازيل وبيرو والأرجنتين. تنمو هذه النخيل بشكل رئيسي في المستنقعات والسهول الفيضية.
سُمي الجنس على اسم الأسطورة اليونانية يوتيربي. هي أشجار نخيل طويلة ونحيلة يصل ارتفاعها إلى 15-30 مترًا (49-98 قدمًا)، أوراقها ريشية يصل طولها إلى 3 أمتار (9.8 قدمًا)، وساق يبلغ قطره حوالي 100 مليمتر (3.9 بوصة). أُعيد تصنيف العديد من أشجار النخيل التي كانت في السابق ضمن جنس يوتيربية إلى جنس بريستوية Prestoea.
ثمارها صغيرة الحجم، ولكنها تنتج بوفرة كبيرة على طلعات متفرعة، تخرج أفقيًا أسفل تاج الأوراق. تتكون من بذرة صلبة، مع غطاء رقيق جدًا من لب صلب أو لحم.
يشير اسم نخل الآساي عادةً إلى يوتيربية بستانيةEuterpe oleracea، ولكن يتم زراعة أنواع أخرى مختلفة من اليوتيربية تجاريًا تحت هذا الاسم.